# 湘南台公園
湘南台公園（しょうなんだい こうえん）は、神奈川県藤沢市にある都市公園である。
供用開始は、1976年（昭和51年）5月1日で、隣接する湘南台中学校を含めた周辺は、藤沢市の指定緊急避難場所（大規模火災）に指定されている。湘南台駅から徒歩約2分。

## 施設

### 設備
- テニスコート
- ピクニック テーブル
- ブランコ
- 滑り台
- 公衆トイレ

### 近くにある建物
- 湘南台文化センターこども館
- 藤沢市総合市民図書館
- 湘南台駅（乗り入れ路線：相鉄いずみ野線、小田急江ノ島線、横浜市営地下鉄ブルーライン）

## アクセス
- 湘南台駅から徒歩約2分